# Мистецтво Майдану (артпроєкт)
Артпроєкт «Мистецтво Майдану»  — спільнота художників і діячів культури, які підтримали Революцію гідності 2013-2014 рр. у Києві і презентували свої твори у мандрівних виставках по Україні й за кордоном, з метою культурної дипломатії, доносячи правдиві свідчення про події. Куратор проєкту — Наталія Мусієнко є автором книги «Мистецтво Майдану», що відбиває сутність та етапи проєкту. Артменеджер і дизайнер — Мар’ян Лунів, співкураторами окремих експозицій були Андрій Сидоренко, Грейс Махоні та інші. Книга зберігається у бібліотеках міст Україні й за кордоном, у колекції бібліотеки
Національного музею Революції Гідності., до якого також було передано частину оригінальних творів мистецтва з експозиції проєкту.

## Партнери

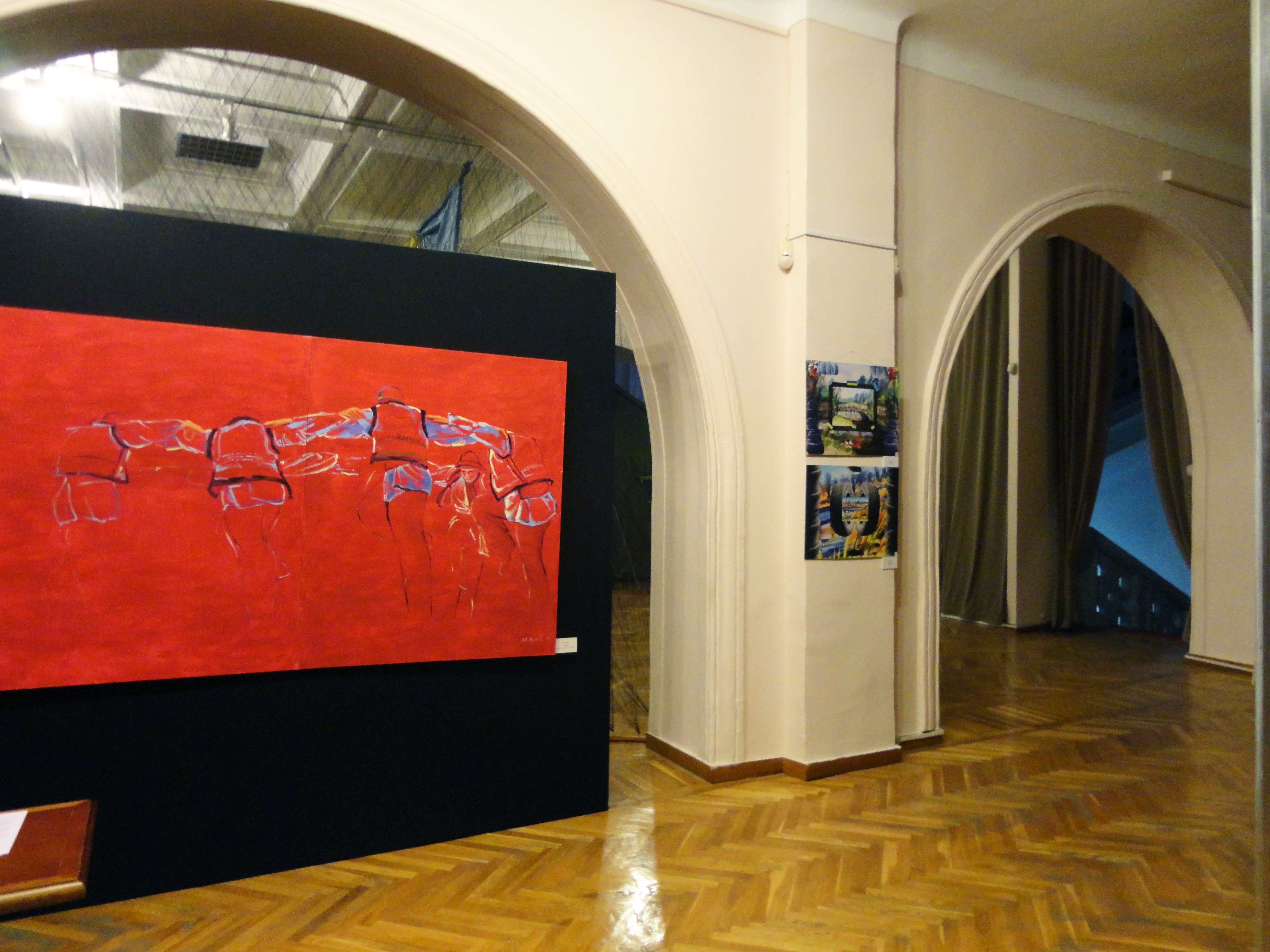
- Частина експозиції проєкту в Музеї історії України, твори «Аркан» М. Луніва і «Вторгнення» О. Голуб. 2015

У здійсненні Артпроєкту брали участь:
- Програми ім. Фулбрайта в Україні,
- «Українське Фулбрайтівське коло»,
- Інституту проблем сучасного мистецтва НАМУ
- Київський офіс Інституту Кеннана,

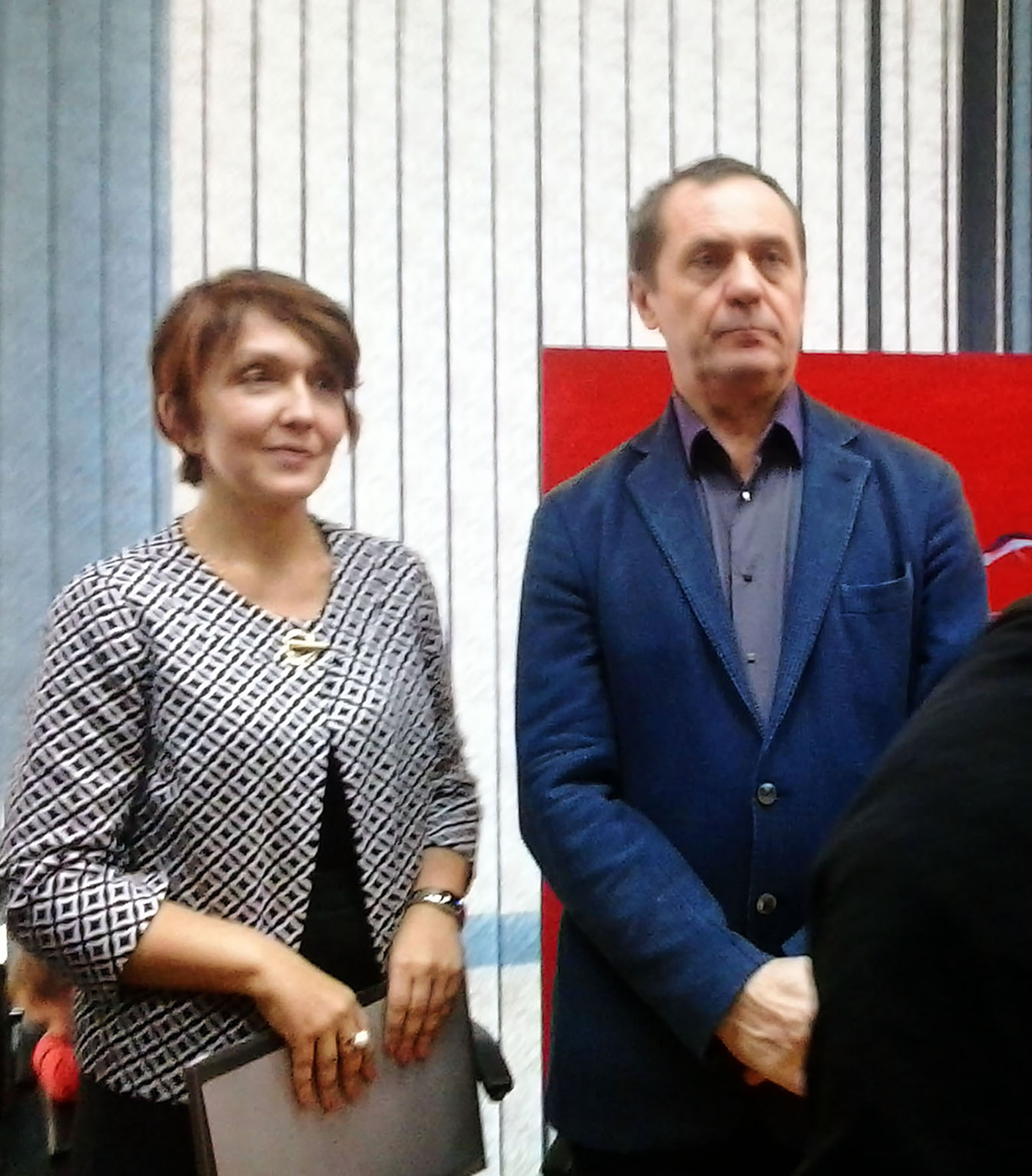
- Наталія Мусієнко і Віктор Сидоренко на відкритті першої виставки, 23.09.2014

- Посольство України в США
- Посольство України в Німеччині
- Посольство Німеччини в Україні

## Історія
Основою тематики мистецьких творів, задіяних у проекті, стали реальні події народного протесту проти сваволі тодішньої влади, протиправного розгону мирної акції громадян, які згуртувались за відновлення курсу на Європейську інтеграцію України, (що розпочалася наприкінці листопада 2013).
Важливість і доленосність тих буремних і трагічних подій усвідомлювалась її учасниками. В той час як більшість контрольованих державою російських ЗМІ подавали інформацію про події на Майдані 2013-2014 рр. у Києва у викривленому й негативному світлі, виникла необхідність збирати й поширювати правдиву, достовірну інформацію та доносити до свідомості тих, хто знаходився поза межами подій.
Серед тих діячів культури, які талановито розповсюджували слова правди, була культуролог Н. Мусієнко, ініціатор артпроєкту: «Мистецтво Майдану народжувалось у мене на очах, і як учений я зрозуміла, що потрібно фіксувати і збирати його перлинки…Народжене на Майдані мистецтво є тільки першим кроком художнього осмислення масштабного соціокультурного явища. Плакати і пісні, які народжувалися у нас на очах, залишились яскравим емоційним і документальним свідченням епохи.»
Туга за загиблими побратимами і піднесеність єднання однодумців, - все потребувало неабияких, оновлених засобів виразності, надихало на трагічні вірші, пісні, що надавали сил, та інші різновиди художньої діяльності, не позбавлені характерного для українців гумору, навіть у тяжку хвилину. Щирі почуття й чисті думки були джерелами багатьох творчих проявів, адже ніхто не прагнув тут відзнак і слави, лише поділитися з усіма тим, що наболіло, тож, «хто не був митцем – той ним ставав», як слушно зауважила преса.
І, навпаки, все, що виходило з Антимайдану - від нещирості й невігластва, брехні й дрібної корисливості, мало не виразний, далекий від мистецтва характер. Такий порівняльний аналіз здійснила Н. Мусієнко, перш ніж окреслила необхідний для артпроєкту матеріал. 

На Майдані були представлені практично всі види сучасного й традиційного мистецтва: інсталяції, мистецтво плаката, фотографія, скульптура, живопис, музика, театр, кіно, література, перфоманс та акції. Щоб здійснити місію культурної дипломатії й ознайомити з творами якомога більшу аудиторію, кураторка трансформувала зображення на цифровий носій, щоб відправляли їх через Інтернет у місця експозицій, які можна було проводити одночасно в різних локаціях. Частина творів сучасного медіа-мистецтва навіть не потребувала оцифрування, як от цифрові фото та цифрові композиції як самостійні жанри. Серед численних талановитих представників візуального мистецтва було обрано порівняно невелику кількість митців за принципом репрезентативності з різних вікових, жанрових та стилістичних особливостей.
Зміст  книги, що супроводжувала всі експозіції проєкту, розкриває широку панораму мистецьких проявів і знайомить з думками відомих особистостей. Серед них — журналісти і фотографи (Євгенія Бєлорусець, Владислав Мусієнко), художники (Олег Смаль, Матвій Вайсберг, Олександр Ройтбурд, Юрій Журавель) музичні гурти й виконавці (Руслана Лижичко Руслана, Океан Ельзи, Плач Єремії), кінодіячі й актори (Євген Нищук, Михайло Іллєнко, Ада Роговцева, Раїса Недашківська) й літератори (Артем Полежака, Олександр Бойченко)та багато інших. Всі згадані авторські імена дбайливо зібрані авторкою в іменному покажчику наприкінці трьох видань книги: українського, англійського й німецького.
Головною метою проекту є просвітництво і популяризація України засобами мистецтва.

## Виставкова діяльність
Присвячена Майдану мандрівна виставка 17 українських художників з 2014 по 2018 рік демонструвалася на 18 локаціях: в Україні (10), США (5), Великій Британії (2), Нідерландах (1).
Авторка проєкту розробила концепцію, втілену дизайнером Мар’яном Лунівим, згідно якої кожна локація виставки має окремо створену для неї афішу. Окрім того, було проведено на різних форумах п’ять виставок 18 афіш, які самі по собі представляли комплексні мистецькі твори.
Хронологія і географія мандрівної виставки з іменними афішами, де вказані : 

Автор, назва роботи, місце презентації, час
1. Композиція Андрія Сидоренка на базі робіт Романа Михайлюка, Олекси Манна, Анастасії Некипіли та Тетяни Русецької – галерея Програми ім. Фулбрайта в Україні, Київ, вересень-жовтень 2014.
2. Олена Голуб, «Вторгнення» – Вашингтон, США : Міжнародний центр підтримки вчених ім. Вудро Вілсона, лютий-квітень, 2015.
3. Тетяна Русецька «20.02.2014» – Вінниця: Центр сучасного мистецтва «Арт-Шик», квітень, 2015.
4. Мар’ян Лунів, «Аркан» – Вашингтон: Посольство України в США , травень, 2015.
5. Анастасія Некипіла, «Наша сила в єдності» – Картина галерея Кам'янець-Подільського державного історичного музею-заповіднику, квітень-травень, 2015.
6. Олекса Манн, «Нове середньовіччя» – Чернівці : галерея «Sweet Art», червень, 2015.
7. Ірена Хованець, триптих «Чорний птах, сірий птах, білий птах» – Івано-Франківськ: Фортечна галереї Бастіон, червень-липень, 2015.
8. Андрій Єрмоленко, «Героям слава» – Калуш : Музейно-виставковий центр, серпень-вересень, 2015.
9. Гліб Вишеславський, «Будинок профспілок» – США, Фаєтвіль: Правнича школа університету штату Арканзас, серпень-листопад, 2015.
10. Микита Завілінський «Евромайдан 2013-2014» – Київ: Національний музей історії України, листопад-грудень, 2015.
11. Іван Семесюк, «Бендерик» – Київ: Національна бібліотека України для дітей, лютий, 2016.
12. Роман Михайлюк, «Майдан 2013-2014» – Нідерланди.: Університет Амстердаму, березень, 2016.
13. Оксана Чепелик, «Колайдер_100: Київ 2014» – США, Балтимор., Український культурний центр, вересень-грудень, 2016.
14. Антон Гаук, без назви, – Велика Британія: школа Стоув у Бакінгемширі, березень-квітень, 2017.
15. Андрій Сидоренко, « Коли брехня втрачає силу» – США: Український музей у Нью-Йорку, лютий-червень, 2017.
16. Мар’яна Гончаренко, «Інформаційні перешкоди» – Київ: Посольство Федеративної республіки Німеччина в Україні , лютий – березень, 2018.
17. Марія Павленко, «Нове середньовіччя» – Київ: Центр інформації і документації НАТО, квітень- липень, 2018.
18. Юлія Бєляєва «Український бійцівський клуб» – Велика Британія: Кентський університет, галерея «Студіо 3», вересень-грудень, 2018.

## Значення
Аналіз культуролога й концепція проєкту підкреслюють, що творчість під час Революції гідності не слід розглядати лише як тимчасову політичну акцію, вона має велике мистецьке значення, є суттєвим внеском у розвиток світової культури. Мистецтво Майдану «пройшло шлях від карнавального до сакрального, органічно поєднало в собі елементи авангарду, масової культури та високої класики, що характерно для нашої епохи постмодерну… Революція гідності зрушила декомунізацію української культури, народила нові наративи та сучасних героїв».

Усні й друковані слова на підтримку Майдану знаходять відгуки в серцях багатьох людей України й світу, збагачують думками й надихають оптимізмом. Письменниця Оксана Розумна відмітила: «Вболіваючи за кожен запалений за кордоном ліхтар української культури, переконуюся, наскільки Україні потрібні такі видання для «виходу у широкий світ». Видання, у яких наша країна і її громадяни постають у світлі суперечливого «сьогодні», наштовхуються на його наріжні камені, втрачають і помиляються, але бачать мету і продовжують рух до неї.»
На переконання кураторки Н. Мусієнко, здійснена у проєкті фіксація етичних та естетичних цінностей українських громадян під час подій Євромайдану сприяють більш глибокому розумінню українських подій з боку представників інших держав, що має покращити стосунки на міждержавному рівні. Тому кількість країн, де демонструється проєкт, по можливості, збільшується. Після презентації у США, виставка з позитивною місією мандрувала країнами Європи. Так, важливою була експозиція мандрівної виставки у Нідерландах напередодні квітневого референдуму щодо асоціації нашої країни з ЄС.. Яскравий емоційний відгук на проєкт залишили читачі й глядачі Великої Британії, Німеччини та інших країн.
Під час презентації у посольстві Надзвичайний і Повноважний Посол Німеччини в Україні Ернст Райхель сказав: «Події на Майдані Незалежності в кінці 2013 - на початку 2014 року мають доленосне значення для України, але також це знакова подія і для всієї Європи. Революція Гідності переконливо продемонструвала, що прагнення до свободи та самовизначення є фундаментальною потребою європейських суспільств». 

Актуальність проекту з роками, на відстані від подій 2013-2014 років не зникає. Більшість учасників Революції свої зусилля спрямували на боротьбу з агресією Росії, чимало митців обмірковують трагічні наслідки війни на сході України. Нові події спонукають філософів і мистецтвознавців до ґрунтовнішого аналізу і різносторонньої рефлексії щодо впливів Революції Гідності на українське суспільство і на міжнародну спільноту.

## Галерея

Афіші
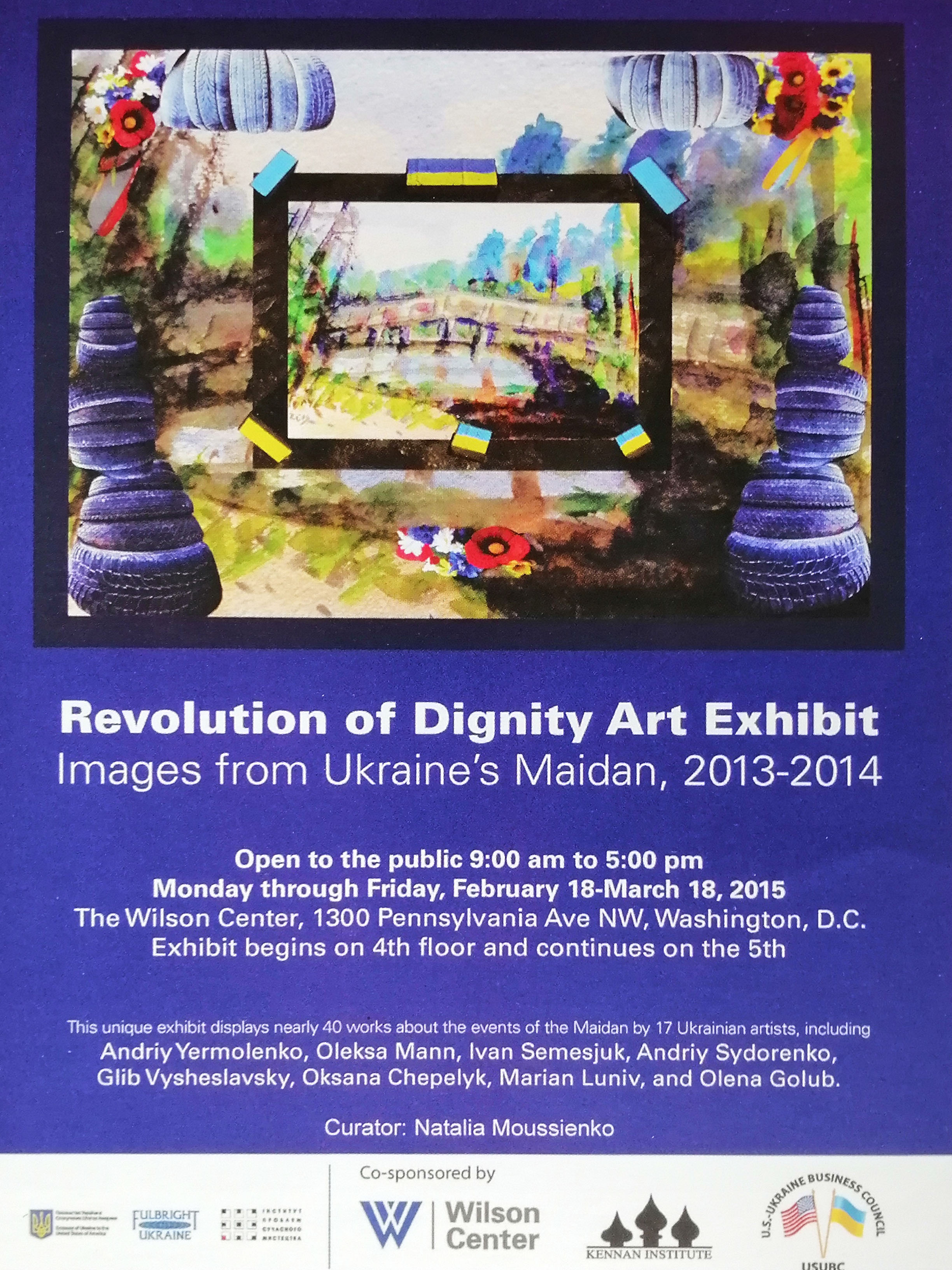
Друга виставка, Вашингтон, лютий-квітень 2015
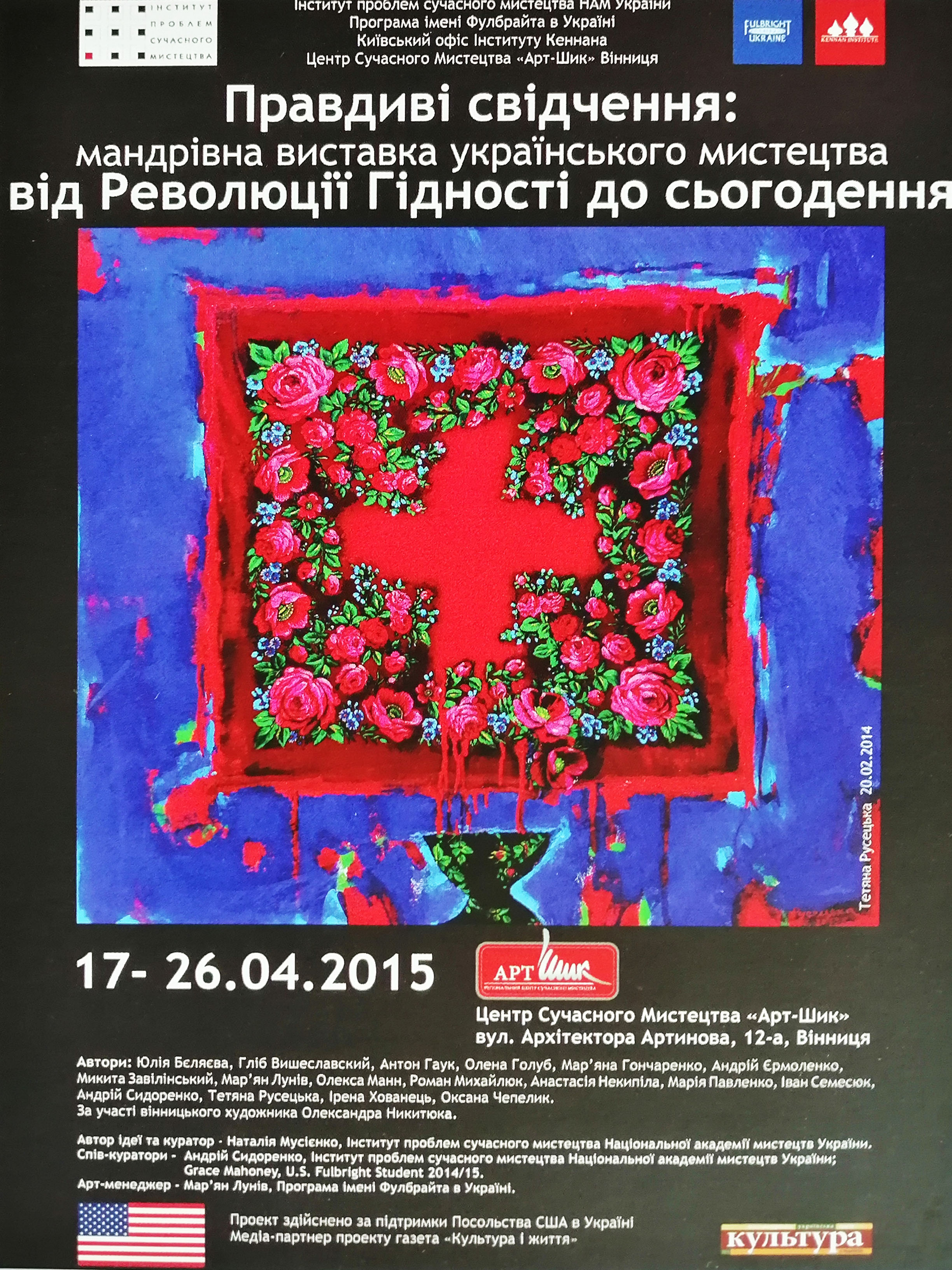
Третя виставка, Вінниця, квітень 2015
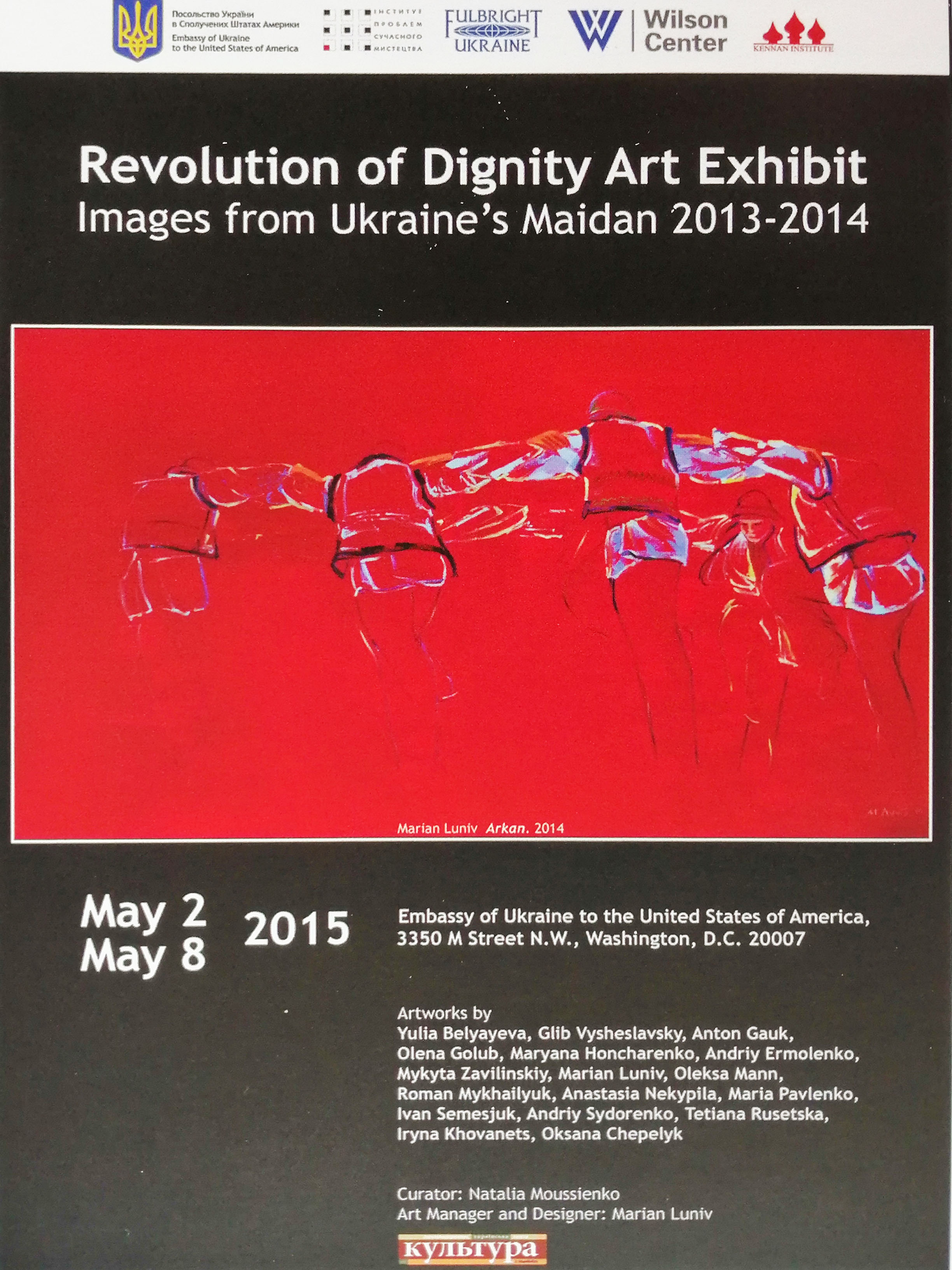
Четверта виставка, Вашингтон, травень 2015
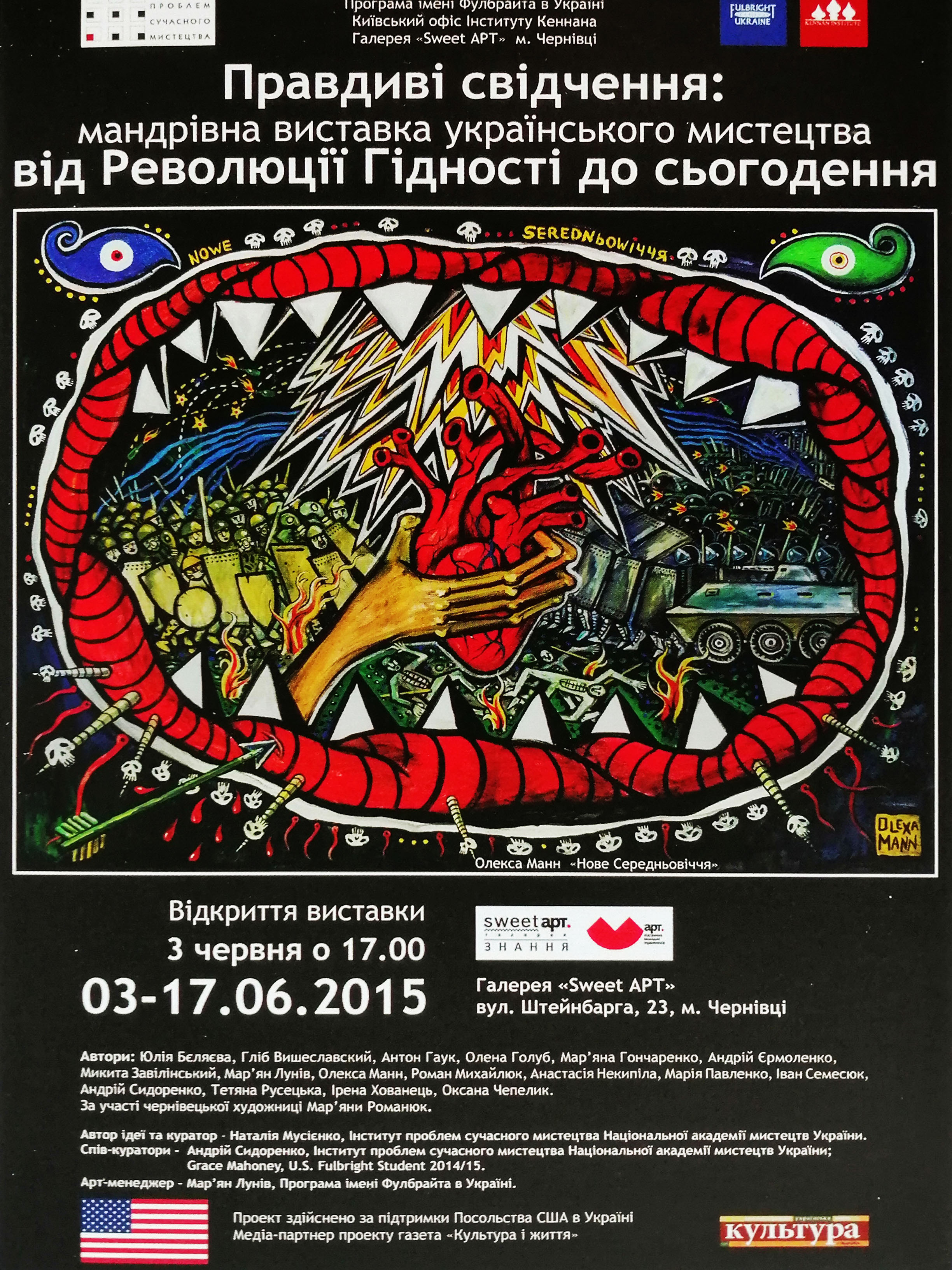
Шоста виставка, Чернівці, червень 2015
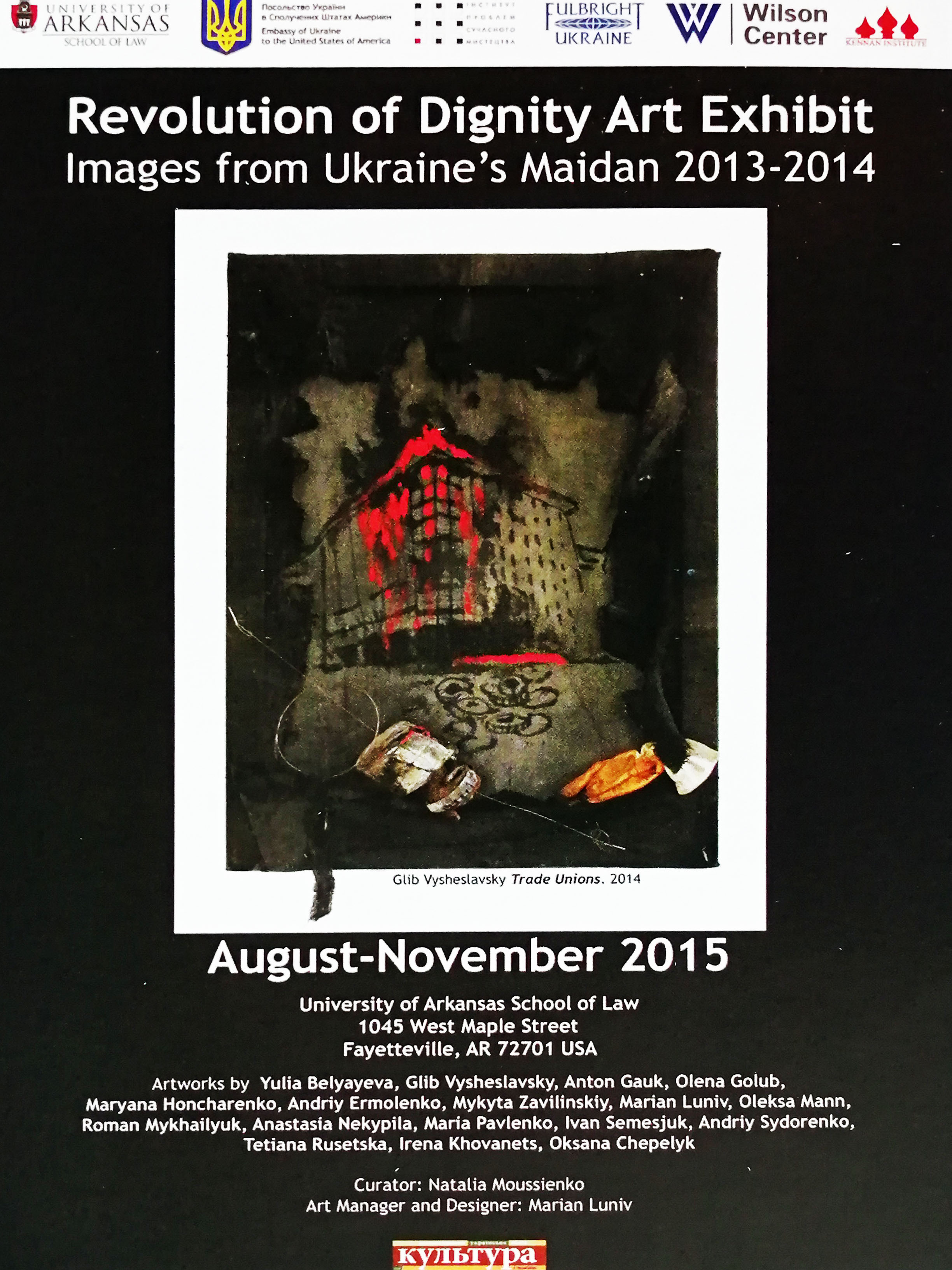
Дев'ята виставка, Фаєтвіль, серпень-листопад 2015